# Maurizio Ferraris
Maurizio Ferraris (Turín, 7 de febrero de 1956) es un filósofo y académico italiano, creador de una nueva corriente en filosofía contemporánea denominada Nuevo Realismo, la cual nace, como otras escuelas de pensamiento, en respuesta a la vacuidad metafísica legada por la posmodernidad. En sus palabras:

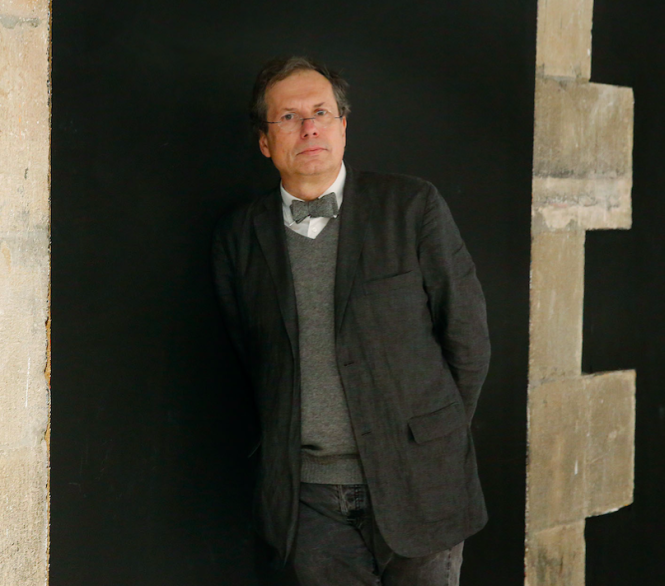
Filósofo italiano Maurizio Ferraris

«Eso que llamo nuevo realismo es, en efecto, antes que todo, la toma de razón de un viraje. La experiencia histórica de las manipulaciones mediáticas, de las guerras post 11 de septiembre de 2001 y de la reciente crisis económica, han significado un pesadísimo desmentido de aquellos que, según mi parecer, son los dos dogmas de lo postmoderno: 1. Que toda la realidad está socialmente construida y que es infinitamente manipulable, y 2. Que la verdad es una noción inútil porque la solidaridad es más importante que la objetividad.»
Es profesor de filosofía teórica en la Facultad de Letras y Filosofía de la Universidad de Turín desde 1995 (esta facultad pasó a llamarse a partir del 2012 "Departamento de Filosofía y Ciencias de la Educación") . Desde 2016 es el presidente del Laboratorio de Ontología (LabOnt), del cual fue director desde 1999 hasta 2015. Actualmente es Vicerrector de investigación científica de la Universidad de Turín. Su formación académica se desarrolló en distintas ciudades: Turín, París (donde obtuvo un diploma de estudios con Jacques Derrida en la École des Hautes Etudes en Sciences Sociales) y Heidelberg. Ya como profesor ha realizado su actividad filosófica en las principales universidades europeas y americanas. Dirige la Rivista di Estetica y forma parte del consejo de Critique, de la editorial Círculo Hermenéutico y de Aut aut. De 1989 a 2010 colaboró en el suplemento cultural de Il Sole 24 ORE. Desde 2010 escribe para la sección cultural del periódico La Repubblica. Después de escribir y dirigir Zettel - Filosofia in movimento para Rai Cultura, desde 2015 dirige Lo Stato dell'Arte en Rai 5, dedicado al estudio de temas de actualidad, política y cultura.
Su nombre está vinculado a una propuesta filosófica revolucionaria que incluye el renacimiento de la estética como teoría de la sensibilidad, la ontología social entendida como ontología de los documentos (documentalidad) y la superación del posmodernismo a través del Nuevo realismo.

## Biografía
Maurizio Ferraris se graduó en Filosofía en la Universidad de Turín en 1979, bajo la dirección de Gianni Vattimo. Los años que siguen a su graduación fueron una mixtura entre la docencia, la investigación y el periodismo cultural. De 1979 a 1988 fue editor, y luego codirector, de Alfabeta, cuyo consejo directivo incluye, entre otros, a Antonio Porta, Nanni Balestrini, Maria Corti, Umberto Eco, Francesco Leonetti, Pier Aldo Rovatti y Paolo Volponi.
A principios de 1980 entabló relación con Jacques Derrida, experiencia que marcó profundamente su formación. Después de dos años de enseñanza en Macerata (1982-1983), en 1984 comenzó a enseñar en Trieste, intercalando la actividad de enseñanza con una serie de estancias en Heidelberg donde entra en contacto con Hans-Georg Gadamer e inicia su camino en la hermenéutica. En 1995, Ferraris fue llamado a la Universidad de Turín como profesor titular de Estética. A partir de 1999, enseña Filosofía Teórica. Asimismo, enseñó en el Collège International de Philosophie de 1998 a 2004. Finalmente, en 1999 funda el Laboratorio de Ontología (LabOnt) y el Centro Interuniversitario de Ontología Teórica y Aplicada (CTAO).

## Actividad filosófica
La hermenéutica
Los primeros intereses de Ferraris se concentran en la filosofía postestructuralista francesa, con especial énfasis en pensadores como Jean-François Lyotard, Michel Foucault, Jacques Lacan y Gilles Deleuze. Por otro lado, Jacques Derrida representa una importante influencia en la formación de su pensamiento. Derrida y Ferraris mantendrán una relación de investigación y de amistad que se verá reflejada en la primera fase de su pensamiento: Differenze (1981), Tracce (1983) y La svolta testuale (1984). En concreto, sobre Derrida encontramos: Postille a Derrida (1990), Honoris causa a Derrida (1998), Introduzione a Derrida (2003), Il gusto del segreto (1997), Jackie Derrida. Ritratto a memoria (2006) y, por último, Ricostruire la decostruzione. Cinque saggi a partire da Jacques Derrida (2010).  En cambio, a partir de su relación con Hans-Georg Gadamer, iniciada a principios de los años ochenta, Ferraris escribe: Aspetti dell'ermeneutica del Novecento (1986), Ermeneutica di Proust (1987), Nietzsche e la filosofia del Novecento (1989) y especialmente Storia dell'ermeneutica (1988).
El giro
Hacia finales de los años ochenta, Ferraris desarrolló una compleja crítica de las tradiciones heideggeriana y gadameriana. Esta propuesta de superación se pone de manifiesto en Cronistoria di una svolta (1990) y el “Postfacio” a la versión italiana de la conferencia La svolta (1995) de Martin Heidegger (de la cual Ferraris es traductor), que se basa concretamente en la contribución del posestructuralismo como desafío al patrimonio romántico e idealista que condiciona esta tradición. La conclusión de este itinerario crítico lo conduce a una reconsideración de la relación entre el espíritu y la letra y en una inversión de su oposición tradicional. A menudo, los filósofos y los hombres comunes desprecian la letra –normas y vínculos que se establecen a través de documentos e inscripciones de diversos tipos– colocando el espíritu –el pensamiento y la voluntad– en oposición a ella y reconocen la creatividad libre del espíritu con respecto a la letra. Para Ferraris, la letra precede y funda al espíritu. De esta forma, se consuma el tránsito a la segunda fase del pensamiento del filósofo italiano.
El realismo y la ontología crítica

Portada de la segunda edición del Manifiesto del Nuevo Realismo

Ferraris abandona el relativismo hermenéutico y la deconstrucción de Derrida para abrazar una forma de objetivismo realista según en la que la objetividad y la realidad, consideradas por la hermenéutica radical como principios de violencia y opresión, son de hecho –y precisamente como consecuencia de la oposición entre el espíritu y la letra– la única protección contra la arbitrariedad; volviéndose así Ferraris un defensor de una forma de realismo filosófico. Este principio, válido en la esfera moral, encuentra su fundamento teórico en el reconocimiento de una esfera de realidad independiente de las interpretaciones (véase L'ermeneutica de 1998). El mundo externo, reconocido como in-enmendable, y la relación entre los esquemas conceptuales y la experiencia sensible, son los temas dominantes de la segunda fase del pensamiento ferrarisiano, en el que reinterpreta a Kant a través de la física ingenua del teórico de la percepción triestino Paolo Bozzi (Il mondo esterno de 2001 y Goodbye Kant! de 2004). Es importante también la reconsideración de la estética según su significado etimológico de “ciencia de la percepción sensible”. En esta perspectiva se publican Analogon rationis (1994), Estetica (1996), L'immaginazione (1996), Experimentelle Ästhetik (2001) y Estetica razionale (1997).
La “ontología crítica” de Ferraris reconoce que el mundo de la vida cotidiana es, en gran medida, impenetrable con respecto a los esquemas conceptuales. La ausencia de reconocimiento de este principio se remonta a la confusión entre la ontología (la esfera del ser) y la epistemología (la esfera del conocimiento), a partir de la cual Ferraris articula una tematización crítica basada en el carácter de in-enmendabilidad que es propio de ser con respecto al conocimiento. Tales reflexiones son el argumento y problema trocal en textos como Ontologia (2003) y Storia dell'ontologia (2008). Esta reformulación del realismo llega a su máxima expresión en 2012 con la publicación del Manifesto del Nuovo Realismo.
De la ontología social a la Documentalidad
El resultado natural de la ontología crítica es el reconocimiento –junto con el mundo in-enmendable– de un campo de objetos en el que la filosofía trascendental kantiana encuentra su aplicación adecuada: los objetos sociales. Esta nueva fase de su pensamiento empieza con la publicación de Dove sei? Ontologia del telefonino (2005), y continua con Babbo Natale, Gesù adulto (2006), Sans Papier (2007), La fidanzata automatica (2007) y Il tunnel delle multe (2008). La tesis fundamental es que la distinción entre ontología y epistemología, añadida al reconocimiento de la autonomía ontológica de la esfera de los objetos sociales (regulada por la ley constitutiva “objeto = acto inscrito”), nos permite corregir la tesis derridiana según la cual “nada existe fuera del texto” (literal y a-semánticamente, “nada hay fuera del texto”), así como a la reformulación dada por John Searle, que expresaría que “nada social existe fuera del texto”.
Así llegamos a la fase más madura del pensamiento de Ferraris, que se exhibe completamente y de modo bien sistematizado en lo que puede considerarse su Opus magnum, Documentalità. Perché è necessario lasciar tracce (2009). Inmediatamente después, su bibliografía se enriquece con una pequeña pero significativa metafísica de los revestimientos artísticos y escriturales –incluso ultra-tecnológicos– Piangere e ridere davvero (2010) y Filosofia per dame (2011), verdaderas gramatologías, pero revisadas y fuertemente revolucionarias, como de hecho se presentan todos sus artículos y ensayos culturales (véase, aquellos publicado en Alfabeta y Alfabeta2).
Nuevo Realismo y su recepción
El giro realista de Maurizio Ferraris producido a partir de la formulación de la estética no como filosofía del arte, sino como una teoría de la percepción y de la experiencia sensible (Estetica razionale de 1997 y en nueva edición de 2011), encuentra una declinación adicional en el Manifiesto del nuevo realismo. (2012). El Nuevo Realismo, cuyos principios son anticipados por Ferraris en un artículo publicado en el diario la Reppublica el 8 de agosto de 2011 y que alienta un importante debate, es principalmente un resumen de algunos fenómenos históricos, culturales y políticos presentado como un análisis de la posmodernidad y su deterioro en el populismo mediático. De estas consideraciones se desprende la aclaración de los resultados producidos por la derivación del posmodernismo en el pensamiento contemporáneo (la interpretación del realismo filosófico y las “teorías de la verdad” que se desarrollan a partir del final del siglo pasado como una reacción a una desviación de la relación entre individual y realidad). De este modo, surge la propuesta de un antídoto para la degeneración de la ideología posmodernista, para la práctica degradada y cínica de la relación con el mundo. Por tanto, el Nuevo Realismo se identifica en la acción sinérgica de tres palabras clave: ontología, crítica e ilustración.
En primer lugar, Nuevo Realismo aparece ante todo como un realismo negativo: la resistencia que el mundo externo opone a nuestros esquemas conceptuales no debe considerarse como un fracaso, sino como un recurso, como una prueba de la existencia de un mundo sólido e independiente. Sin embargo, si las cosas se dan en estos términos, el realismo negativo se convierte en un realismo positivo (Realismo positivo, 2013): en su resistencia, la realidad no es solo un límite, sino que también ofrece posibilidades y recursos, lo que explica cómo, en el mundo natural, diferentes formas de vida pueden interactuar en el mismo entorno sin compartir ningún esquema conceptual; y cómo, en el mundo social, las intenciones y los comportamientos humanos son posibles gracias a una realidad que se da en primer lugar, y que solo después se puede interpretar y, si es necesario, transformar. Después de la época posmoderna, el Nuevo Realismo ha asumido una necesidad generalizada de renovación en campos extra-filosóficos como la arquitectura, la literatura, la pedagogía y la medicina.
A partir de la propuesta y desarrollo de este Nuevo Realismo, se han desarrollado numerosas discusiones y conferencias nacionales e internacionales, así como también una cifra ascendente de publicaciones que asumen esta defensa de lo real frente al relativismo al que conducía, en último externo, la filosofía posmoderna y el pensamiento débil.
De hecho, el debate sobre el nuevo realismo, debido a la cantidad de contribuciones y los medios involucrados, no tiene equivalente en la historia cultural reciente. En el ámbito internacional, el Manifesto del Nuovo Realismo ha tenido una exitosa acogida (dos traducciones al español, al inglés, al alemán, al francés, al sueco y, además, una reciente traducción al chino). También a nivel internacional, el nuevo realismo fue discutido por el Frankfurter Allgemeine Zeitung, el Neue Zürcher Zeitung y el Süddeutsche Zeitung y se anunció un número monográfico del “Monista”. Asimismo, en España se espera la aparición en 2019 de un número especial de la Revista Estudios filosóficos dedicado exclusivamente al fenómeno del Realismo en la filosofía actual tanto en el mundo anglosajón como continental.
Los nuevos realismos
En Europa el movimiento realista tiene como representantes más importantes a los filósofos franceses Quentin Meillassoux y Jocelyn Benoist, ambos profesores en la Universidad de París. El primero es conocido por su obra Tras la finitud (2006), mientras que el segundo ha seguido una senda que lo ha llevado a una concepción contextualista de la realidad expuesta substancialmente en su Elementos de filosofía realista (2011). El filósofo más activo esta nueva aproximación realista es, sin duda, Maurizio Ferraris de la Universidad de Turín creador del término Nuevo realismo. Su principal actividad filosófica la realiza desde el Laboratorio de Ontología, centro neurálgico de la investigación sobre el Nuevo Realismo en Europa. En lo que respecta a Italia, el nuevo realismo ha solicitado una serie de publicaciones que discuten sus tesis, comenzando con Della realtà: fini della filosofia (2011) de Gianni Vattimo y Inattualità del pensiero debole (2011) de Pier Aldo Rovatti hasta Bentornata Realtà. Il nuovo realismo in discussione (2012) y Sociologia e nuovo realismo (2013) de Luca Martignani (que forma parte de la serie “Nuevo Realismo” dirigida por Ferraris y De Caro, que cuenta con numerosas publicaciones). Los ecos del Nuevo Realismo han llegado hasta Latinoamérica, donde se ha publicado un Manifiesto del Nuevo Realismo Analógico (2013) como propuesta del filósofo mexicano Mauricio Beuchot y el argentino José Luis Jerez.
Por su parte el joven filósofo alemán Markus Gabriel, quien desde su célebre Por qué el mundo no existe (2013) se introduce activamente en el debate sobre la nueva condición realista de la filosofía, expresa posiciones y argumentos relativos a la propuesta filosófica de Ferraris. Este autor rechaza abiertamente el neurobiologismo y hace una clara y detallada argumentación de su postura en Yo no soy mi cerebro (2015) y, finalmente, en Sentido y existencia (2016), el filósofo germano presenta una profunda y pormenorizada ontología realista cuyo eje central gira en torno a su concepto de campos de sentido. Recientemente el filósofo alemán ha defendido su propuesta frente a las críticas de los fenomenólogos, en textos como Eine Diskussion mit Markus Gabriel: Phänomenologische Positionen zum Neuen Realismus (2017). Una nueva defensa de su posición es presentada en Neutraler Realismus Jahrbuch-Kontroversen 2 (2017).
Por el lado de la filosofía analítica, aunque situado en Finlandia, encontramos en primer lugar al filósofo finlandés Ilkka Niiniluoto cuya aproximación epistemológica lo ubica como una de las figuras emblemáticas de la escuela filosófica finlandesa. Una de sus obras de referencia lleva por título Realismo crítico científico (1999). Además, sus dos últimas publicaciones explicitan esta preocupación por el problema de lo real: Unificación y confirmación (2016) y Realismo constructivo en matemáticas (2015). Por su parte, la ciudad de New York cuenta con la presencia de varios representantes de este giro realista de la filosofía contemporánea. Entre ellos dos autores resultan bastante significativos. En primer lugar, traemos a escena al filósofo británico Christopher Peacocke, cuya obra lo clasifica como un defensor de un cierto realismo racionalista. Su propuesta filosófica es un intento de comprender la noción de contenido intencional, tema que no ha dejado de estar presente en su producción filosófica, prueba de ello es la continuidad de aquella problemática en su última obra El espejo del mundo (2014). Finalmente, Paul Boghossian, de origen armenio, ha entablado una lucha contra el relativismo y constructivismo epistemológico presentada en su obra  Miedo al conocimiento (2006). Dentro de la tradición analítica encontramos también un realismo especulativo cuyas fuentes se encuentran inmediatamente en el filósofo francés Meillassoux. Este enfoque ha sido desarrollado y divulgado principalmente por Graham Harman. Este autor publicó en 2011 un libro en el que explica este realismo con el título The Speculative Turn y en 2018 publica un detallado ensayo al respecto Speculative Realism: An Introduction. Ha propuesto igualmente una interesante ontología en su Object-Oriented Ontology: A New Theory of Everything (2018).

## Premio
- 2018 Premio filosófico "Elio Matassi"
- 2017 Premio "Humboldt Forschung", Università di Monaco
- 2012 Premio filosófico "Capalbio"
- 2008 Premio filosófico "Viaggio a Siracusa"
- 2007 Premio "Ringrose", Università di Berkeley
- 2006 Premio filosófico "Castiglioncello"
- 2005 Premio filosófico "Valitutti"
- 1990 Premio filosófico "Claretta"

## Obras
- 2021 Documanità. Filosofia del nuovo mondo, Roma-Bari: Laterza, 440 pp.
- 2020 Metafísica de la Web, Madrid, Librería Dykinson, 2020, pp. 207.
- 2019 From Fountain to Moleskine, Brill Research Perspectives in Art and Law, 2/4 (2019), pp. 87
- 2018 Cinema and Ontology, with E. Terrone, Milano-Udine, Mimesis, pp. 200
- 2018 Il capitale documediale. Prolegomeni, in Scienza Nuova. Ontologia della trasformazione digitale, Turín: Rosenberg&Sellier, pp. 11-120
- 2018 Intorno agli unicorni. Supercazzole, ornitorinchi, ircocervi, Bologna: il Mulino, pp. 144
- 2018 Il denaro e i suoi inganni, con John R. Searle, Turín: Einaudi, pp. 136
- 2017 Postverità e altri enigmi, Bologna: il Mulino, pp. 181
  - (fr) Post vérité et autres énigmes, París: Presses Universitaires de France, 2018
  - (es) Posverdad y otros enigmas, Madrid, Alianza Editorial, 2019.
- 2017 Filosofia teoretica, con Enrico Terrone, Bologna: il Mulino, pp. 333
- 2016 L'imbecillità è una cosa seria, Bologna: il Mulino, pp. 132
  - (es) La imbecilidad es cosa seria, Madrid, Alianza Editorial, 2018
  - (fr) L'imbécillité est une chose sérieuse, Paris, PUF, 2017
- 2016 Emergenza, Turín: Einaudi, pp. 128
  - (fr) Émergence, Éditions du Cerf, 2018
  - (gal) Emerxencia, Vigo: Euseino? ed., 2017, pp. 222
- 2016 I modi dell'amicizia, con Achille Varzi, Nápoles-Salerno: Orthothes, pp. 60
- 2015 Mobilitazione Totale, Roma-Bari: Laterza, pp. 120
  - (fr) Mobilitation totale. L'appelle du portable, París: Presses Universitaires de France, 2016, pp.152
  - (es) Movilización total, Barcelona: Herder, 2017, pp. 152
  - (pt) Mobilização Total, GrupoAlmedina 2018, pp. 158
- 2014 Introduction to New Realism, Londres: Bloomsbury, pp. 168
  - (es) Introducción al Nuevo Realismo, Neuquén, Argentina: Círculo Hermenéutico, 2014, pp. 117
- 2014 Spettri di Nietzsche, Guanda: Parma, pp. 272
  - (de) Nietzsches Gespenster, Frankfurt/M: Klosterman, 2016, pp. 252
- 2013 Filosofia globalizzata, Milano: Mimesis, pp. 60
- 2013 Realismo Positivo, Turín: Rosenberg & Sellier, pp. 1202013 Realismo Positivo, Turín: Rosenberg & Sellier, pp. 120
  - (en) Positive Realism, London: Zer0 Books, 2015
- 2013 From Fictionalism to Realism (a cargo de), con C. Barbero, A. Voltolini, Newcastle: Cambridge Scholars Publishing, pp. 160
- 2012 Lasciar tracce: documentalità e architettura, a cura di F. Visconti e R. Capozzi, Milán: Mimesis, pp. 96
- 2012 Bentornata Realtà. Il nuovo realismo in discussione (a cura di), con Mario De Caro, Turín: Einaudi, pp. XI 230
- 2012 Manifesto del nuovo realismo, Roma-Bari: Laterza, pp. 113
  - (ch) Manifiesto del Nuevo Realismo por Maurizio Ferraris, Ariadna, 2012, pp. 134
  - (es) Manifiesto del Nuevo Realismo, Madrid: Actas, 2013, pp. 134
  - (fr) Manifeste du nouveau réalisme, París: Hermann, 2014, pp. 122
  - (en) Manifesto of New Realism, New York: Suny, 2014, pp. 124
  - (de) Manifest des neuen Realismus, Frankfurt/M: Klosterman, 2014, pp. 90
  - (se) Manifest for en nyrealism, Estocolmo: Daidalos, 2014, pp. 146
- 2011 Anima e iPad, Parma: Guanda, pp. 185, seconda edizione 2011
  - (fr) Âme et iPad, Montréal: coll. Parcours Numériques, Les Presses de l'Université de Montréal, 2014, pp. 216 (anche in open access)
  - (de) Die Seele - ein i-Pad?, Basel: Schwabe, 2014, pp. 194
- 2011 Filosofia per dame, Parma: Guanda, pp. 202
- 2010 Ricostruire la decostruzione. Cinque saggi a partire da Jacques Derrida, Milán: Bompiani, pp. 120
- 2009 Documentalità. Perché è necessario lasciar tracce, Roma-Bari: Laterza, pp. XV-429, segunda eción 2010
  - (en) Documentality: Why It Is Necessary to Leave Traces, Oxford USA: Oxford University Press, 2012
  - (es) Documentalidad: Por qué es necesario dejar huellas, Asturias: TREA (2020, forthcoming).
- 2009 Piangere e ridere davvero. Feuilleton, Genova: Il melangolo, pp. 100
- 2009 Una Ikea di università. Alla prova dei fatti, nueva edición, Milán: Raffaello Cortina, pp. 161
- 2008 Storia dell'ontologia (con otros autores), Milán: Bompiani, pp. 826
- 2008 Il tunnel delle multe. Ontologia degli oggetti quotidiani, Turín: Einaudi, pp. 284
- 2007 La fidanzata automatica, Milano: Bompiani, pp. 204
- 2007 Sans papier. Ontologia dell'attualità, Castelvecchi: Roma, pp. 233
- 2006 Babbo Natale, Gesù adulto. In cosa crede chi crede?, Milán: Bompiani, pp. 151
- 2006 Jackie Derrida. Ritratto a memoria, Turín: Bollati Boringhieri, pp. 120
  - (es) Jackie Derrida. Retrato de memoria, Bogotá: Siglo del Hombre, 2007, pp. 91
- 2005 Dove sei? Ontologia del telefonino, Milán: Bompiani, pp. 294, seconda edizione 2006, terza edizione 2010 con prefacio de Umberto Eco
  - (fr) T'es où? Ontologie du téléphone mobile, trad. de Pierre-Emmanuel Dauzat, París: Albin Michel, 2006, pp. 312
  - nuova edizione in Letture di filosofia, introducción de Umberto Eco, Milán: Il Sole 24 ore, 2007, pp. 350
  - (es) ¿Dónde estás? Ontología del teléfono móvil, trad. de Carmen Revilla Guzmán, Barcelona: Marbot, 2008, pp. 320
  - (ro) Alo? Unde eşti? Mic tratat despre telefonul mobil, trad. de Teodora Pavel, Bucarest: RAO, 2008, pp. 336
  - (hu) Hol vagy? A mobiltelefon ontológiája, trad. de Judit Gál, Budapest: Európa, 2008, pp. 448
  - (en) Where are you? An Ontology of the Cell Phone, Nueva York: Fordham UP, pp. 248
  - (sr) Gde si? Ontologija mobilnog telefona, trad. de Ivo Kara-Pešić, Belgrado: Fedon, 2011 pp. 448
- 2004 Goodbye Kant!, Milano: Bompiani, pp. 154, quinta edición 2006
  - (es) Goodbye, Kant! Qué queda hoy de la «Critica de la razón pura», Madrid: Losada, 2007, pp. 205
  - (fr) Goodbye, Kant! Ce qu'il reste aujourd'hui de la «Critique de la raison pure», tr. de Jean-Pierre Cometti, con un prefacio de Pascal Engel, París: Editions de l'éclat, 2009, pp. 176
  - (sr) Goodbye Kant! Šta ostaje danas od Kritike čistog uma, tr. di Ivo Kara-Pešić, Belgrado: Paideia, 2010
  - (en) Goodbye, Kant!, Nueva York: Suny, 2013, pp. 146
- 2003 Ontologia, Nápoles: Guida, pp. 168
- 2003 Introduzione a Derrida, Roma-Bari: Laterza, pp. 161, segunda edición 2004
  - (es) Introducción a Derrida, Buenos Aires-Madrid: Amorrortu editores, 2006, pp. 186
- 2001 L'altra estetica, (con otros autores), Turín: Einaudi, pp. 351
- 2001 Il mondo esterno, Milán: Bompiani, pp. 210
- 2001 Experimentelle Ästhetik, Viena: Turia und Kant, pp. 170
- 2001 Una Ikea di università, Milán: Raffaello Cortina, pp. 117
- 2000 Nietzsche y el nihilismo, Madrid: Akal, pp. 87
- 1999 Nietzsche, (con otros autores),Roma-Bari: Laterza, pp. 422, seconda edizione 2004
- 1998 L'ermeneutica, Roma-Bari: Laterza, pp. 130, seconda edizione 2003
  - (es) La hermenéutica, Ciudad del México: Taurus Mexicana, 2000, pp. 187
  - (es) La Hermenéutica, Madrid: Ediciones Cristiandad, 2004, pp. 182
- 1998 Honoris causa a Derrida, Torino: Rosenberg & Sellier, pp. 106
- 1997 Estetica razionale, Milán: Raffaello Cortina, pp. 648
- 1997 Il gusto del segreto, con Jacques Derrida, Roma-Bari: Laterza, pp. 181
  - (en) A Taste for the Secret, Londra: Blackwell, 2001
  - (pt) O Gosto do Segredo, Lisboa: Fim de Século, 2006
  - (es) El gusto del secreto, Buenos Aires-Madrid: Amorrortu editores, 2009, pp. 256
  - (fr) Le goûte du secret, París: Hermann, 2017
- 1996 Estetica, (con otros autores), Turín: Utet, pp. 114
- 1996 L'immaginazione, Bologna: il Mulino, pp. 157
  - (es) La Imaginación, trad. de F. Campillo Garcia, Madrid: Visor, 1998
  - (tr) İmgelem, trad. de Firat Genç, Ankara: Dost, 2008, pp. 143
- 1995 Interpretazione ed emancipazione. Studi in onore di Gianni Vattimo (con altri), Milán: Raffaello Cortina, pp. 446
- 1994 Analogon rationis, Milán: Pratica filosofica, pp. 150
- 1992 Storia della volontà di potenza, in Friedrich Nietzsche, La volontà di potenza, Milano: Bompiani, pp. 563–688
- 1992 Mimica. Lutto e autobiografia da Agostino a Heidegger, Milano: Bompiani, pp. 150
  - (es) Luto y Autobiografía, Ciudad de México: Taurus, 2000
- 1991 La filosofia e lo spirito vivente, Roma-Bari: Laterza, pp. 280
- 1990 Postille a Derrida, Turín: Rosenberg & Sellier, pp. 308
- 1990 Cronistoria di una svolta, in Martin Heidegger, La svolta, Genova: il Melangolo (traducción y conclusión, pp. 35–115)
- 1989 Nietzsche e la filosofia del Novecento, Milán: Bompiani; segunda edición 1999, pp. 170
- 1988 Storia dell'ermeneutica, Milán: Bompiani, novena edición 2008, pp. 528
  - (en) History of Hermeneutics, New Jersey: Humanities Press, 1996
  - (es) Historia de la Hermenéutica, Madrid: Akal, 2001
  - (es) Historia de la Hermenéutica, Ciudad de México: Siglo, pp. XXI, 2002
- 1987 Ermeneutica di Proust, Milano: Guerini e associati, pp. 124
- 1986 Aspetti dell'ermeneutica del Novecento, en Il pensiero ermeneutico. Testi e materiali, Génova: Marietti, pp. 209-277
- 1984 La svolta testuale. Il decostruzionismo in Derrida, Lyotard, gli “Yale Critics”, Pavia: Cluep, pp. 145; segunda edición, 1986 Milano: Unicopli
  - (es) traducida en parte por M. Asensi (ed.),Teoría literaria y deconstrucción, Madrid: Arco / Libros, 1990
- 1983 Tracce. Nichilismo moderno postmoderno, Milano: Multhipla, pp. 174; segunda edición, Milán: Mimesis, 2006, pp. 173
- 1981 Differenze. La filosofia francese dopo lo strutturalismo, Milano: Multhipla, pp. 228, segunda edición, 2007 Milán: Edizioni Albo Versorio, pp. 158

## Divulgación filosófica
Ferraris ha colaborado en il "Caffè Filosofico" del semanaio l'Espresso (2009) y en la serie "Capire la Filosofia" de la Repubblica. También podemos señalar:
- 2012 "Pensiero. Che cosa significa pensare?", Roma, la Repubblica, sabato 8 de diciembre, pp. 96.
- 2012 "Potere. Perché si lotta per il potere?", Roma, la Repubblica, viernes 7 de diciembre, pp. 96;
- 2012 "Morale. C'è un solo modo giusto di vivere?", Roma, la Repubblica, sábado 1 de diciembre, pp. 95;
- 2012 "Mente. La mente è soltanto il cervello?", Roma, la Repubblica, viernes 30 de noviembre, pp. 95;
- 2012 "Bellezza. C'è una regola del bello?", Roma, la Repubblica, sábado 24 de noviembre, pp. 95;
- 2012 "Felicità. Cos'è la ricerca della felicità?", Roma, la Repubblica, viernes 9 de noviembre, pp. 96;
- 2012 "Libertà. Quando si è davvero liberi?", Roma, la Repubblica, sábado 10 de noviembre, pp. 96;
- 2012 "Uguaglianza. C'è qualcuno più uguale degli altri?", Roma, la Repubblica, viernes 23 de noviembre, pp. 95;
- 2012 "Male. È possibile vivere senza il male?", Roma, la Repubblica, sábado 17 de noviembre, pp. 96;
- 2012 "Arte. Perché certe cose sono opere d'arte?", Roma, la Repubblica, viernes 16 de noviembre, pp. 96;
- 2012 "Violenza: La violenza è inevitabile?", Roma, la Repubblica, venerdì 14 de diciembre, pp. 96;
- 2012 "Passione: Chi decide, la ragione o la passione?", Roma, la Repubblica, sábado 15 de diciembre, pp. 96;
- 2012 "Senso: Che cosa ci manca quando diciamo che la vita non ha senso?", Roma, la Repubblica, viernes 21 de diciembre, pp. 96;
- 2012 "Linguaggio: Si può pensare senza parole", Roma, la Repubblica, sábado 22 de diciembre, pp. 96;
- 2012 "Scienza: Che cosa sanno gli scienziati?", Roma, la Repubblica, viernes 28 diciembre, pp. 96;
- 2012 "Filosofia: A cosa servono i filosofi?", Roma, la Repubblica, sábado 29 de diciembre, pp. 96;